# Alla fine dell'arcobaleno
Alla fine dell'arcobaleno (Rainbows End) è un romanzo di fantascienza pubblicato nel 2006 dallo scrittore statunitense Vernor Vinge. Ha vinto il Premio Hugo per il miglior romanzo e il Premio Locus nel 2007.
L'opera è ambientata nello stesso milieu narrativo del precedente romanzo breve Tempi veloci a Fairmont High (Fast Times at Fairmont High, 2001).

## Trama
Un tempo celebre poeta, il settantacinquenne Robert Gu ha trascorso diversi anni in stato di incoscienza per sottoporsi, con successo, a una terapia per la cura della malattia di Alzheimer. Le nuove cure gli hanno anche restituito un aspetto giovanile ma per contro lo hanno privato della capacità di comporre poesie. Robert, che è sempre stato tecnofobico, fatica ad adattarsi alle nuove tecnologie e per reinserirsi nella società frequenta dei corsi nello stesso liceo della giovane nipote Miri.
Un giorno Robert viene contattato da un personaggio misterioso, il cui avatar è un coniglio bianco, che gli promette di restituirgli la capacità di comporre nuovamente poesia in cambio della sua partecipazione a un'azione per la difesa del patrimonio cartaceo della Biblioteca Geisel, minacciata di distruzione per via della digitalizzazione dei testi. In realtà la faccenda è solo uno specchietto per le allodole ed è parte di una più ampia operazione condotta da governi europei e asiatici per scoprire se il governo degli Stati Uniti sia riuscito a ideare un metodo per ottenere una forma di manipolazione e controllo mentale. Robert si ritrova così coinvolto in una intricata vicenda al centro di una cospirazione internazionale di vaste dimensioni.

## Edizioni
- Vernor Vinge, Rainbows End, Tor Books, 2006,  pp. 368, ISBN 0-312-85684-9.
- Vernor Vinge, Alla fine dell'arcobaleno, Urania n°1561, Mondadori, 2010.